# Église Saint-Phébade d'Agen
L'église Saint-Phébade est une église catholique d'Agen en Lot-et-Garonne. Elle dépend de la paroisse Sainte-Foy du diocèse d'Agen.

## Histoire et description
Saint Phébade (Phaebadius) est un des premiers évêques d'Agen et le premier qui soit indiscuté. Il a participé au concile de Rimini en 359 et a combattu les hérésies de son époque pour l'unité de la foi. Mort à Agen, une église était dédiée à cet ami de saint Hilaire, mais elle a été détruite au XVIe siècle.
C'est au début du XXe siècle qu'une nouvelle église lui est dédiée rue Montaigne. Cette petite église construite par Henri Donnadieu est inaugurée en décembre 1911. La façade très simple est surmontée d'un clocheton et le portail d'un petit tympan ogival, montrant une statue de l'évêque écrasant le dragon de l'hérésie.
La petite église a accueilli les équipes du Jour du Seigneur pour la retransmission en direct de la messe de l'Épiphanie de 2012.